# 同仁医院旧址 (温岭)
28°30′54″N 121°21′39″E / 28.51489°N 121.36072°E
同仁医院旧址，位于中华人民共和国浙江省温岭市泽国镇上街居长泾路239号，是温岭最早的医院旧址。

## 特点
同仁医院于1927年开办，创办人为伍云卿。1951年10月16日，温岭县卫生院批准将私立养泉医院、广济医院、同仁医院合并，并吸收保障、振华两产院建成泽国联合诊所，地址设在下街。该建筑方位坐西朝东，为三层建筑，面阔四间13米，面积为78平方米，仿西式建筑风格，砖砌结构，顶部饰有栏杆。该旧址是目前温岭发现的最早医院旧址。2016年，被认定为温岭市第二批历史建筑。